# Luponini de Chicago
Luponini de Chicago es una película mexicana de acción, comedia y crimen de 1935, dirigida y protagonizada por José Bohr.

## Sinopsis
Luponini es un empleado de un banco quien tiene problemas económicos. Por esta razón Marta, su novia, lo deja. Esto hace que deje su trabajo y forme una banda de asaltantes con «El Chato», su esposa Isabel y el «Colibrí». Se casa con Luisa, su colega del banco, quien se divorcia de él cuando Luponini empieza una relación amorosa con la cantante Maravilla. Luisa es forzada a unirse a la banda después de que le dan dinero de un asalto, y se vuelve bailarina de tap. Luponini es traicionado por el «Colibrí», por lo tanto lo mata. «El Chato» muere en el tiroteo. Al intentar escapar, Luponini cae por un barranco. Lo atiende un doctor y Luponini lo obliga a hacerle una cirugía plástica para que tenga apariencia china. Regresa a ver a Maravilla actuar y Luisa lo denuncia por celos. Al intentar escapar la policía le dispara pero él mata a Luisa antes de morir. 

## Producción
El rodaje de la película empezó en junio de 1934 por los estudios Mexico Films. Se estrenó el 11 de septiembre de 1935 en el Cine Principal por una semana. Esta película se exhibió en copias piratas con el título El manos sangrientas.

## Recepción
Los críticos comentaron que esta película hace referencias cinematográficas a filmes de gánsteres cómo Scarface y El pequeño César / Hampa dorada (Little Caesar, 1931), pero en un contexto más cómico. Se ha descrito como uno de los mejores ejemplos del cine mexicano, al igual que una de las obras más pintorescas del cine mexicano.

## Reparto
- José Bohr como Luponini.
- Anita Blanch como Luisa Benítez.
- Carlos Villatoro como «El Chato».
- Isabelita Blanch como Isabel.
- Maruja Gómez como Maravilla.
- Raúl Talán como «Colibrí».
- Manuel Buendía como Policía Domínguez.
- Arturo Manrique "Panseco" como Policía Moreno.
- Jorge Treviño como Policía Montes.
- Paco Martínez como Luponini, padre.
- Godofredo de Velasco como Juan Orlando.
- Consuelo Segarra como Señora Benítez.